# Estela de Nebsumenu
L'Estela de Nebsumenu o també coneguda com a Estela de Seankhiptah, es tracta d'una obra egípcia on el seu text presenta una reclassificació de terrenys propietat de Nebsumenu que passen d'ésser terra llaurable a ser districtes. La peça es conserva al Museu Arqueològic Nacional de Madrid amb el número d'inventari 1999/99/4.

## Història
En aquesta estela apareix nomenat el rei Seankhiptah sobirà de regnat efímer i que va viure durant la segona meitat de la dinastia XIII o potser ja a la dinastia XIV, per tant, aquesta obra és un document històric i fins al moment únic en què apareix el mencionat rei.

## Descripció

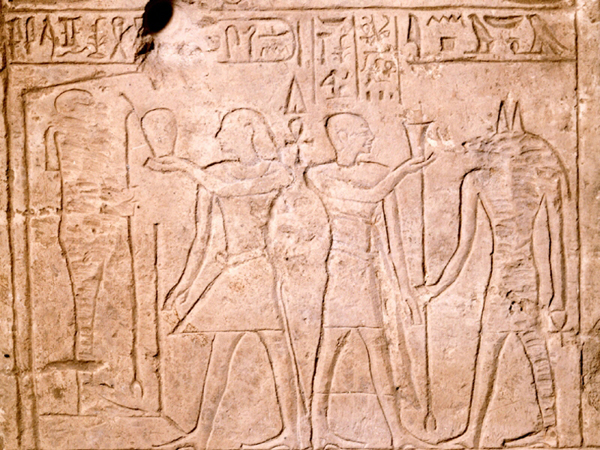
Detall de l'estela.

A l'estela s'aprecia dos personatges espatlla contra espatlla que ofereixen gots a unes divinitats, que es troben molt deteriorades. A part esquerra es pot veure el rei Seankhiptah -d'aquí el nom pel qual també és coneguda l'estela-, vestit amb faldellí triangular i acostant un got al déu Ptah, situat en la seva capella i amb la seva iconografia tradicional portant el ceptre uas. El text jeroglífic explica que el sobirà és l'amat del déu Ptah. Sobre el rei i tras d'ell, el text diu: «El bon déu Sehekaen [ra], a qui li ha estat donada la vida eterna». A la part dreta el funcionari Nebsumeno -que ha nomenat el nom més conegut a l'estela-, ofereix un vas cilíndric a Anubis, el qual té a les mans el ceptre uas i el signe de la vida; sobre seu hi ha un títol no habitual Ryhot en lloc d'Anubis, senyor dels embalsamadors. Sobre Nebsumenu també es troben el seu nom i els seus títols Canceller del Baix Egipte i supervisor dels segelladors.
La part inferior de la peça té un text en jeroglífic de quatre línies, el rei parla en primera persona: «Any I, sota mi (sic) majestat, el rei de l'Alt i del Baix Egipte, Sehekaenra, fill de Ra, Seankhiptah, a qui se li ha estat donada la vida eterna. Les terres llaurables del Canceller del Baix Egipte i Supervisor dels segelladors, Nebsumenu, passen a ser els districtes del sud i l'est. La terra de […] meridional, el canal i junt amb aquesta (terra). A més a més dels districtes de terra erma […] el canal, a l'est la terra d'Hemu, i a l'oest […].»